# Thomas Lalonde
Pour les articles homonymes, voir Lalonde.
Thomas Lalonde, né le 5 novembre 1989 à Otterburn Park est un acteur québécois
En 2006, il joue le rôle de Roméo dans l'adaptation de la pièce de théâtre Roméo et Juliette au cinéma.

## Filmographie
- 2006 : Ramdam : L'acheteur
- 2006 : Roméo et Juliette : Roméo Lamontagne
- 2007 : La Capture : Félix
- 2009 : À vos marques... party! 2 : Nageur trio américains
- 2010 : Mirador : Philippe (jeune)
- 2010 : Tromper le silence : Xavier Gauthier